# Еммануель Ляї
Еммануель Ляї (фр. Emmanuel Liais або фр. Emanuel Bernardin Liais, 15 лютого 1826 — 5 березня 1900) — французький ботанік та астроном.

## Біографія
Еммануель Ляї народився у місті Шербур-Октевіль 15 лютого 1826 року, де його родина була багатої та політично впливовою.
Перш ніж переїхати у Париж та працювати у обсерваторії, він написав багато робіт у різних галузях науки, особливо по метеорології.
Еммануель Ляї переїхав у Париж у 1854 році та працював у Паризькій обсерваторії. Там він допомагав Урбену Левер'є у створенні телеграфної метеорологічної мережі. Він вирушив до Бразилії, щоб спостерігати сонячне затемнення 7 вересня 1858 року та залишився там протягом довшого часу. Він був близьким знайомим бразильського імператора Педру II, та працював директором Імператорської обсерваторії у Ріо-де-Жанейро з січня по липень 1871 року та знову з 1874 до 1881 року.
Він відкрив комету C/1860 D1 (Liais). Це була єдина комета, відкрита ним, та перша комета, відкрита у Бразилії.
Еммануель Ляї був мером Шербура у 1884—1886 роках та знову з 1892 року до своєї смерті у 1900 році.
Він імпортував у Шербур екзотичні рослини з Південної Америки та Азії.
Еммануель Ляї помер у місті Шербур-Октевіль 5 березня 1900 року.

## Наукова діяльність
Еммануель Ляї спеціалізувався на насіннєвих рослинах.

## Наукові праці
- Climats, géologie, faune et géographie botanique du Brésil, Paris, Garnier Frères, 1872.
- Traité d'astronomie appliquée à la géographie et à la navigation; suivi de, La géodésie pratique, Paris, Garnier, 1867.
- L'espace céleste et la nature tropicale. Description physique de l'univers d'après des observations personnelles faites dans les deux hémisphères, Paris, Garnier Frères, 1865.
- L'espace céleste, ou, Description de l'univers: accompagnée de récits de voyages entrepris pour en compléter l’étude, Paris, Garnier Frères, 1881.
- Théorie mathématique des oscillations du baromètre et recherche de la loi de la variation moyenne de la température avec la latitude, Paris, Bachelier, 1851.
- Hydrographie du haut San-Francisco et du Rio das Velhas: ou, Résultats au point de vue hydrographique d'un voyage effectué dans la province de Minas-Geraes, Paris, Garnier; Rio de Janeiro, Garnier, 1865.
- Recherches sur la température de l'espace planétaire, Cherbourg, Lecauf, 1853.
- L'histoire de la découverte de la planète Neptune, Leipzig, G. Fock, 1892.
- De l'emploi des observations arimutales pour la détermination des ascensions droites et des déclinaisons des étoiles, Cherbourg, Bedelfontaine, 1858.
- Influence de la mer sur les climats, ou, résultats des observations météorologiques faites à Cherbourg en 1848, 1849, 1850, 1851, Paris, Mallet-Bachelier; Cherbourg: Bedelfontaine et Syffert, 1860.
- De l'emploi de l'air chauffé comme force motrice, Paris, [s.n.], 1854.